# Steve O'Dwyer
Steve O'Dwyre (Colorado Springs, Colorado, 6 aprile 1982) è un giocatore di poker statunitense.

## Poker
Inizia a giocare a poker dopo aver visto la prestazione di Chris Moneymaker alle World Series of Poker del 2003.
Nel 2013, vince la tappa di Monte Carlo dell'EPT per $1,604,972. Nel 2015 vince il torneo PokerStars Caribbean Adventure Super High Roller per $1,872,580, poco dopo aver vinto, nel 2014, l'Asia Championship of Poker Super High Roller per $1,811,828. Nel 2016 vince il torneo No Limit Hold'em $250,000 Challenge dell'Aussie Millions per $744,829.
Ad agosto 2016, il totale delle sue vincite nei tornei live si attesta pari a $15,779,659, di cui $322,088 vinti alle WSOP.